# Antona sexmaculata
Antona sexmaculata är en fjärilsart som beskrevs av Butler 1877. Antona sexmaculata ingår i släktet Antona och familjen björnspinnare. Inga underarter finns listade i Catalogue of Life.